# Bán Sándor (építész)
Bán Sándor (Alexander Ban) (Székesfehérvár, 1909. június 15. – Three Rivers, Tulare, Kalifornia, USA, 1998. június 9.) magyar modernista építész. 1941-től az Amerikai Egyesült Államokban élt.

## Élete
Zsidó családban született. Középiskolai tanulmányait a nyolcosztályos székesfehérvári Ybl Miklós főreáliskolában végezte. 1927 szeptemberében beiratkozott a Magyar Királyi József Műegyetem építész osztályába, nappali hallgatónak, amit 1931-ben el is végzett.
1938-ban (29 éves korában) megépült utolsó ismert budapesti épülete. Ezt követően Angliába emigrált, majd Liverpoolból indulva, 1939. március 31-én Kanadába – ezen belül Halifaxbe – hajózott a Duchess of Bedford fedélzetén, április 7-én érkezett meg. 1941-ben az Amerikai Egyesült Államokba költözött, és Kaliforniában, Los Angelesben telepedett le.
Egy héttel 89. születésnapja előtt hunyt el, Amerikában.

## Szakmai tevékenysége
Magyarországi (modernista) munkái:
- Bp. XI., Ménesi út (Nagyboldogasszony útja) 92. (1935)
- Bp. XI., Cseresznye utca 11. (saját lakóháza) (1936)[2]
- Bp. XI., Törcsvár utca 6/b (1936–1937)
- Juhász Zoltán villája, az un. [3]Juhász-villa Bp. XI., Villányi út (Szent Imre herceg útja) 75. (1937–1938)

Egyesült Államokbeli munkái:
- Korda Zoltán háza,[4] Los Angeles, Kalifornia (1946)